# Carolina Coronado
Victoria Carolina Coronado y Romero de Tejada (Almendralejo, 12 dicembre 1820 – Lisbona, 15 gennaio 1911) è stata una scrittrice e attivista spagnola. È nota per le sue poesie romantiche e per il suo attivismo: le opere di Carolina Coronado riflettono la sua preoccupazione per i problemi sociali dell'epoca, in particolare la condizione delle donne nella società spagnola. Ebbe  anche un ruolo diplomatico, essendo sposata con Horatio Perry, segretario americano della Legazione degli Stati Uniti a Madrid. Negoziò con la famiglia reale spagnola in privato e, attraverso una serie di scritti, promosse gli obiettivi dell'amministrazione Lincoln, in particolare l'abolizione della schiavitù.

## Biografia
Figlia di Nicolás Coronado y Gallardo e María Antonia Romero de Tejada y Falcón. La sua famiglia era agiata, ma aderiva a un'ideologia progressista che portò suo padre e suo nonno a essere perseguitati.
Dopo essersi trasferita con la famiglia nella capitale provinciale di Badajoz, Carolina ricevette l'educazione formale per le ragazze del suo tempo: cucito e lavori domestici. Nonostante avesse avuto un'educazione molto limitata, sviluppò una grande passione per la poesia fin dall'infanzia e dimostrò sin da giovane un interesse per la letteratura, iniziando a leggere opere di generi molto diversi e scrivendo fin da giovanissima.  Corrispondeva con il  drammaturgo liberale Juan Eugenio Hartzenbusch che l'aiutò a pubblicare la sua prima raccolta di poesie nel 1846 e ne scrisse l'introduzione.
Dopo il matrimonio con Justo Horacio Perry, col quale si trasferì a Madrid, Carolina Coronado era già ben nota per via delle sue pubblicazioni, anche su periodici, così la sua casa in Calle de Lagasca divenne un centro della vita letteraria madrilena, e rifugio di politici perseguitati dopo il tentativo di rivolta del giugno 1866.
Ebbe tre figli di cui solo una, Matilde, nata nel 1861, sopravvisse ai fratelli: il figlio, Carlos Horacio (1853-1854), morì di tifo a sette mesi, e Carolina (1857-1873) morì per via del morbillo Dopo la perdita dei figli, si trasferì a Lisbona con la figlia superstite e il marito e quando anch'esso morì, nel 1891, lo fece imbalsamare e ne conservò il cadavere in casa.
Soffriva di catalessi cronica, fu anche data per morta diverse volte e per questo era ossessionata dalla morte e dal timore di essere sepolta viva. Fu data anche per morta a causa della sua malattia.
Fino alla sua scomparsa, mantenne i suoi legami e le corrispondenze con altri esponenti del mondo letterario. Nel 1908 uscì la sua ultima raccolta poetica, intitolata Flor nueva de romances viejos.

## Opere
- El cuadro de la Esperanza, 1846
- Paquita. La luz del Tajo. Adoración, 1850
- Jarilla, 1851
- Páginas de un diario. Adoración, 1851
- El siglo de las Reynas, 1852
- La Sigea, 1854
- ¡No hay nada más triste que el último adiós!, 1859
- España y Napoleón, 1861
- La rueda de la Desgracia. Manuscrito de un Conde , 1873
- A un poeta del porvenir, 1874
- Vanidad de vanidades, 1875
- Anales del Tajo. Lisboa. Descripción en prosa, 1875